# Curba Phillips
Economistul britanic, de origine neo-zeelandeză, Alban William Phillips, cercetând o serie de fenomene și date statistice care cuprind perioada 1861-1957, a pus în evidență o relație inversă între rata inflației și rata șomajului, pe exemplul Marii Britanii. Această relației este cunoscută sub denumirea de curba Phillips.
Astfel când rata inflației crește, rata șomajului scade, deoarece sporirea prețurilor stimulează extinderea activității economice, creșterea ocupării forței de muncă și atenuarea șomajului. Invers, atunci când rata inflației scade, se înregistrează o creștere a ratei șomajului, agenții economici nefiind interesați în extinderea activității. De aici ar rezulta concluzia conform căreia lupta împotriva șomajului ar necesita, într-o anumită proporție, inflație; la rândul ei, combaterea accentuării fenomenului inflaționist ar presupune, într-o anumită măsură, șomaj, care atenuează posibilitățile de cumpărare și urcare a prețurilor.
În general, curba Phillips, și-a găsit confirmarea în realitatea economică de piață până în anii 1960-1969.